# MoonScoop
MoonScoop fue una compañía francesa que creaba y publicaba animación. Fue establecida en el 2003 por Christophe Di Sabatino and Benoît Di Sabatino. MoonScoop se creó con la fusión de France Animation y Antefilms Production.
En la actualidad, la sede francesa y su respectivo catálogo de animación fue adquirida por Groupe Média-Participations 
, mientras que la sede de Los ángeles en Estados Unidos cambió de nombre a Splash Entertainment tras ser adquirido por Mike y Liz Young.

## Gente importante
Christophe Di Sabatino y Benoît Di Sabatino (hermanos) son los copresidentes del Grupo Moonscoop. Nicolás Atlan junto a Johan Sante son los vicepresidentes.

## Series producidas
- Air Academy
- Albert le 5ème Mousquetaire (Albert the Fifth Musketeer)
- Aquakids
- Arsène Lupin
- Au Coeur des Toiles
- The Babaloos On Vacation
- The Babaloos
- The Birds
- Bunny Maloney
- Care Bears: Welcome to Care-a-Lot
- C.L.Y.D.E.
- Chloe's Closet
- Chip et Charly
- Código Lyoko
- Code Lyoko: Evolution
- Cosmic Quantum Ray
- The Christmas Pirates
- The Jungle Book
- Cybergirl
- Dr. Dog
- En Attendant Noël
- Fantastic Four
- Fred des Cavernes
- Funky Cops
- Garage Kids
- Geronimo Stilton
- Horace et Tina
- Hero: 108
- Insectoscope
- The Davincibles
- The Invisible Man
- It's Archie
- The Legend of White Fang
- Espartaco y el sol bajo el mar
- Lionelville
- Little Vampire
- Lalaloopsy (Serie animada)
- Mr. Roger
- My Phone Genie
- Night Hood
- New Davincibles
- Nobeard The Pirate
- Nothing But Monsters
- Patrol 03
- Mascotas Extraterrestres
- Quique y Flupi
- The Race
- Rahan
- Robinson Sucroe
- Sabrina: Secrets of a Teenage Witch'
- Rosita Fresita: Aventuras en Tutti Frutti
- Tara Duncan
- Titeuf
- Toad Patrol (Distribuidor actual)
- Twisted Whiskers Show
- Urmel
- Vampires, Pirates & Aliens
- Waiting For Christmas
- Wheel Squad
- Zevo-3 (con Skechers Entertainment)

## Subsidiarias
- Antefilms Productions

Antefilms Productions es una compañía francesa que crea series de TV. Fue establecido por Christophe Di Sabatino y Benoît Di Sabatino en 1990.
- XANA Post-Producciones

XANA Posproducciones es una parte de MoonScoop. Ha participado en variados Shows.
- MoonScoop Distribución

Distribuye animaciones hechas por MoonScoop.
- Taffy Entertainment PLC

Una compañía previamente compartida por MoonScoop y MikeYoung Productions dedicada a la distribución, la compañía es destacada por crear las series como ToddWorld (Una serie para preescolares, transmitida en Latinoamérica) y Mascotas Extraterrestres. En la actualidad funciona como una empresa de revistas.
- MikeYoung Productions (MYP)

Una compañía americana en Los Ángeles, realizadora de dibujos animados en dos y tres dimensiones. la compañía también se destaca por realizar la serie "Las aventuras de Pigley Winks" para PBS Kids, y es el dueño del 50% de Taffy Entertainment PLC. Después de que Moonscoop lo adquiriera, lo convirtió en su sede estadounidense.
- Toddworld Inc. (Subsidiaria de Taffy Entertainment PLC)

Toddworld Inc. es una compañía que participó con Taffy Entertainment y MikeYoung Productions en la realización del dibujo animado para niños Toddworld.